# Musée Alexis-Forel

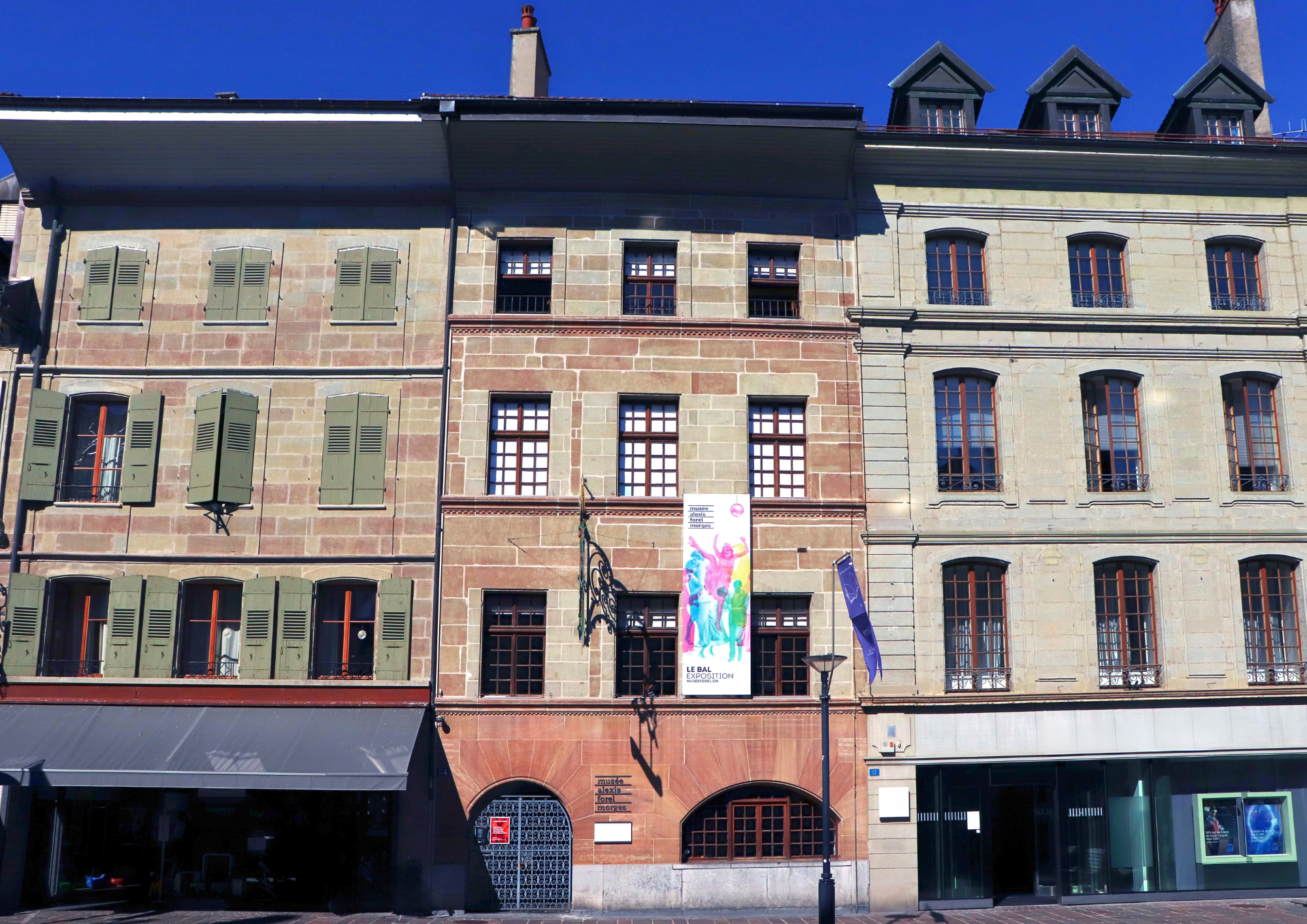
Façade du bâtiment côté Grand-Rue

Le musée Alexis-Forel est un musée d'art situé dans la ville vaudoise de Morges en Suisse. Il est fondé en 1918 par Alexis Forel, graveur et chimiste, et son épouse Emmeline Forel, peintre et pastelliste.

## Histoire
Le couple d'artistes formé par Alexis Forel (1852-1922) et Emmeline Forel (1860-1957), originaires respectivement de Terre-Neuvre Près Lully et Morges, acquiert en 1918 l'immeuble de la Grande Laiterie, aussi appelé Maison Blanchenay, située à la Grand-Rue 54. Ils cherchaient un lieu d’habitation qui puisse également accueillir leurs œuvres d'art et leurs collections. Membre de la Société du Vieux-Morges, Alexis Forel établit par un pacte successoral que le bâtiment et les collections qu’il contient reviendront à la Société après sa mort et celle de son épouse. La pérennité du musée ainsi créé est assurée. Le musée ouvre au public en 1919. Il est alors connu sous l'appellation de Musée du Vieux-Morges, Emmeline Forel le rebaptisera en honneur de son mari, Musée Alexis-Forel, en 1943.
Le bâtiment qui abrite le musée date du XVIe siècle et présente des éléments architecturaux qui s’apparentent au style gothique et à la Renaissance. La famille Blanchenay, qui achète l’édifice au milieu du XVIIe siècle, fait construire des galeries dans la cour intérieure sur quatre niveaux.

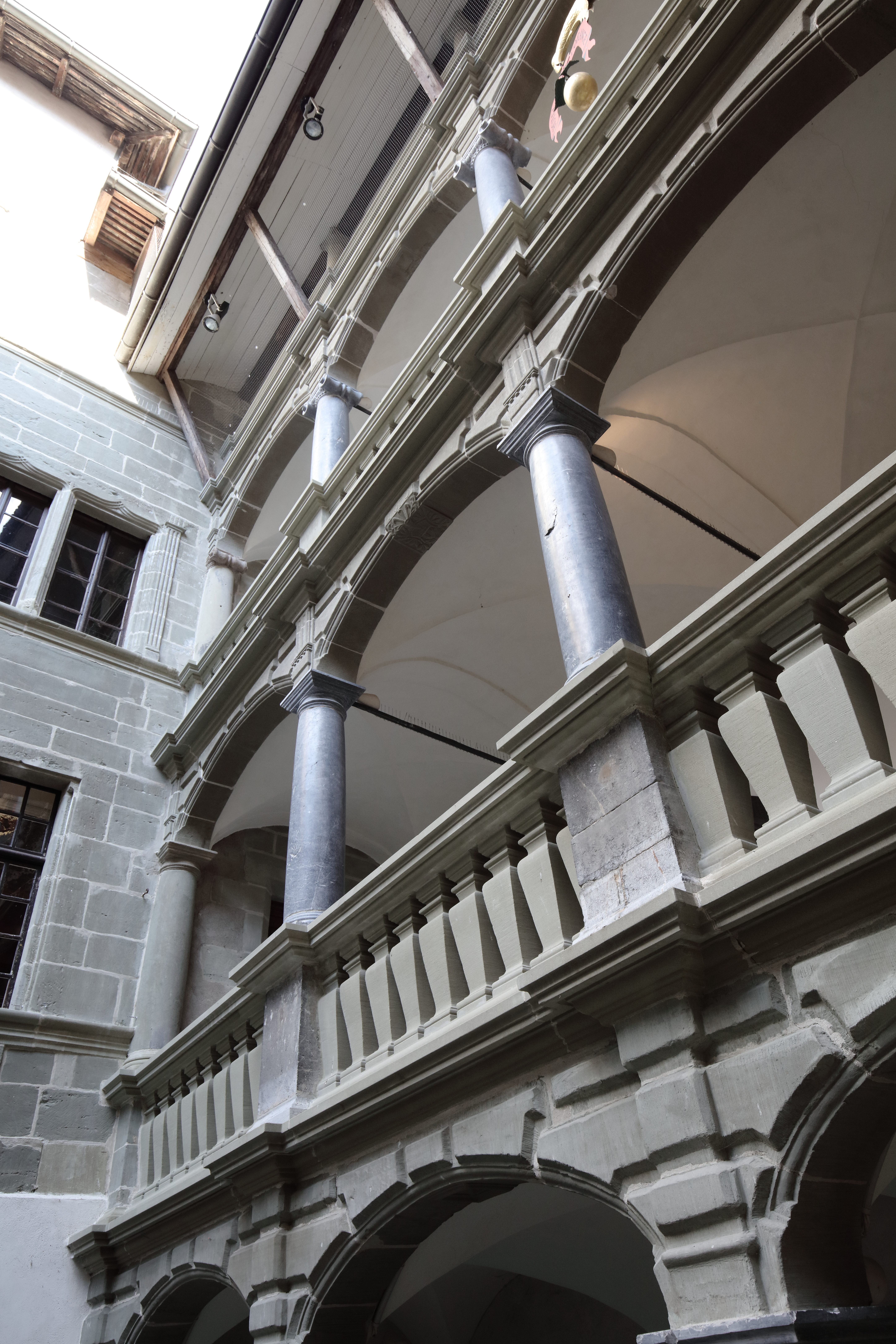
Galeries de style Renaissance de la cour intérieure

En 1825, c’est la Société de la Grande Laiterie qui rachète le bâtiment. L’édifice subit alors d’importantes dégradations aussi bien à l’extérieur, où l’on met régulièrement des ânes dans la cour, qu’à l’intérieur où des cloisons sont montées dans les grandes salles probablement pour loger les ouvriers de la laiterie. La Société du Vieux-Morges entame des travaux en 1916 déjà pour sauver l’édifice de la ruine. Alexis Forel poursuit les travaux de restauration dès 1918 afin de rendre au bâtiment son aspect d’origine mais décède en 1922. Emmeline Forel devient alors la première conservatrice du musée. Elle s'occupe des collections, restaure des tapisseries et continue en parallèle sa pratique artistique dans son atelier abrité dans le même bâtiment. Elle sauvegarde l’esprit muséographique que son mari avait souhaité. Les salons sont aménagés en fonction des époques dans le but de restituer l'atmosphère et l'esprit d'un siècle. Elle constitue un inventaire raisonné des collections qui est imprimé en 1943.
Dès 1961, Jean Gagnebin (1911-1980), maître de dessin et d'histoire de l'art, est nommé conservateur. Il entreprend de donner une cohérence au musée et en entamant un travail d'inventaire, de recherche et d'enrichissement des collections. Il souhaite cependant préserver l’ambiance habitée du lieu, comme du vivant de ses fondateurs. C'est aussi dès cette période que le musée présente de manière permanente la collection de jouets, théâtres et poupées léguées par René Morax peu avant son décès. Durant les années 1960-1970, les espaces sont transformés et rafraîchis.
D'importants travaux de rénovation du bâtiment sont réalisés en 2005-2006, intervenant notamment sur les façades en molasse et la toiture. Après 18 mois de travaux, le musée présente de nouveaux espaces d'expositions temporaires aménagés dans l'aile Nord du bâtiment.

## Collections
La principale collection du musée est constituée d'estampes et des œuvres d'Alexis Forel, représentant près de 1 000 pièces, auxquelles s'ajoutent les peintures, pastels et dessins d'Emmeline Forel, ainsi que des donations de nombreux peintres de la région: Jacques Sablet (1749-1803), Abraham Louis Buvelot (1814-1888), Jean Morax, Louis Soutter (1871-1942), Henriette Bolle (1885-1957) etc. La collection d'estampes réunie par Alexis Forel comporte des oeuvres de grands maitres, dont Dürer, Rembrandt, Tiepolo, Gultzius, Piranèse, etc.
Les collections du musée, constituées de legs et dons, comportent également une collection d'art appliqué de beaux-arts et de mobilier de la ville de Morges depuis 1915. Le musée détient la plus grande collection publique d'icônes russes de Suisse, don de la Morgienne Lucy Müller, en 2009, la collection des Boîtes à Rêves de Marie d'Ailleurs et une collection de poupées allant du XVIIIe siècle à 1950.

## Expositions
Les expositions temporaires présentent la scène artistique locale, les collections et le patrimoine régional.

Dernières expositions temporaires : 
- Grains de Folie. Cinéma d'animation de sable.

- Le Bal, 2023-2024

- Jacqueline Oyex, 2023
- Olivier Saudan, 2022
- La Maison des artistes, 2022
- Nostalgies , 2021 - 2022

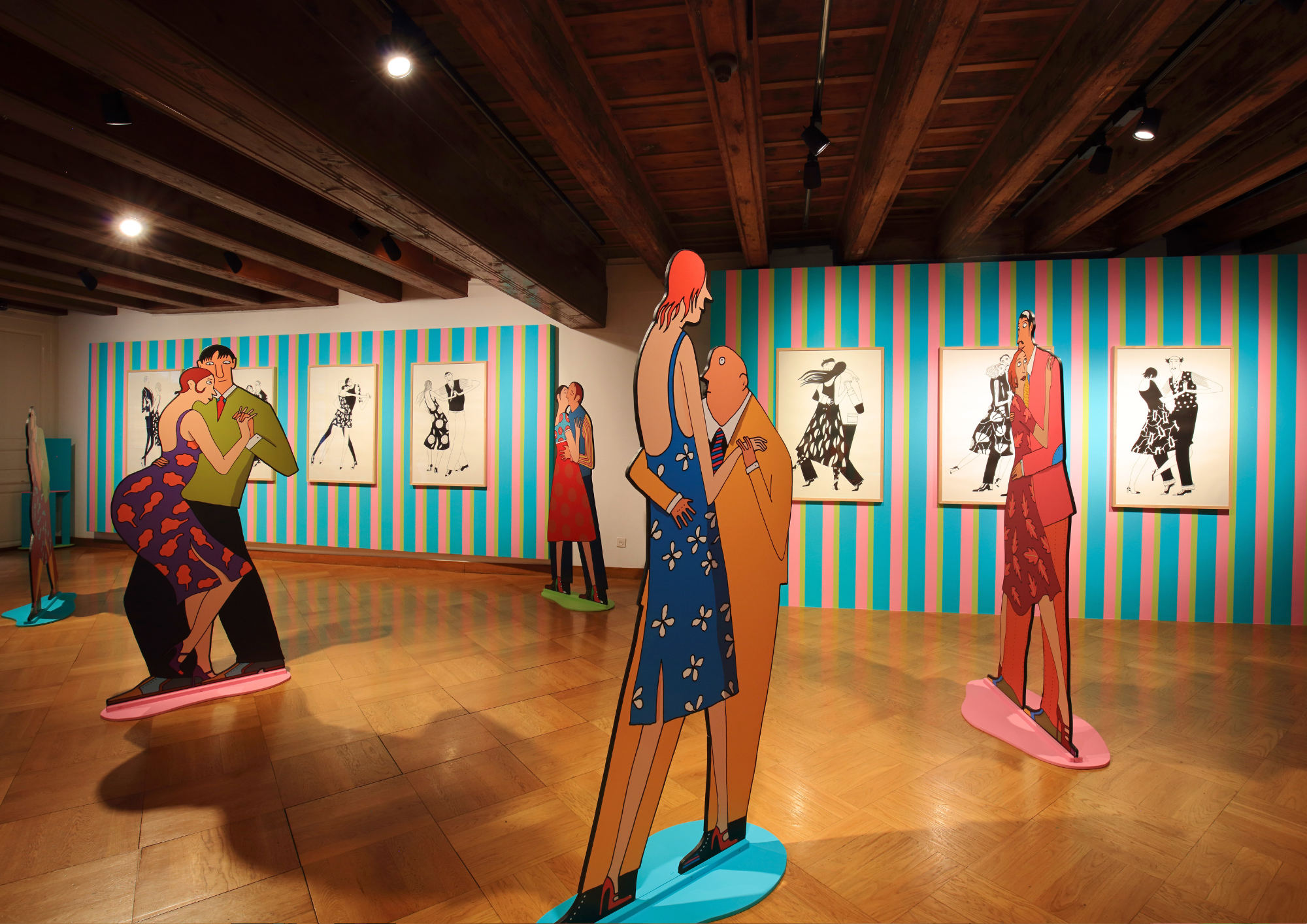
Exposition Le Bal, 2023-2024

- Morges, Paris, Bretagne, l’aventure artistique d’Alexis et Emmeline Forel, 2021
- Hommage à Jean-Paul Berger, 2020
- Icônes de Russie – Images de la Vierge, 10e anniversaire d’une donation d’exception, 2020